# Цель (кибернетика)
Цель (кибернетика) — желаемое состояние кибернетической системы, достигаемое в управляемом процессе развития системы. Состояние системы, как и её траектория в пространстве состояний, оценивается с точки зрения их соответствия или несоответствия цели. Математически выражением такой оценки является целевая функция, целевой функционал или критерий качества системы, критерий оптимизации.